# José Francisco Barrundia
José Francisco Barrundia y Cepeda (1787 – New York, 1854) è stato un politico guatemalteco.
Presidente delle Province Unite dell'America Centrale dal 1829, richiese nel 1847 l'indipendenza del Guatemala. Sconfitto da Rafael Carrera, divenne presidente della Convenzione dell'Honduras dal 1852.